# Les Mendiants (film)
Pour les articles homonymes, voir Les Mendiants.
Pour plus de détails, voir Fiche technique et Distribution.
Les Mendiants est un film français réalisé par Benoît Jacquot, sorti en 1988.

## Fiche technique
- Titre français : Les Mendiants
- Réalisation : Benoît Jacquot
- Scénario : Benoît Jacquot et Pascal Bonitzer
- Photographie : Acácio de Almeida
- Musique : Jorge Arriagada
- Pays de production :  France
- Format : Couleurs - 2,35:1 - Mono
- Durée : 90 minutes
- Date de sortie : 1988

## Distribution
- Dominique Sanda : Hélène
- Jean-Philippe Écoffey : Fred
- Anne Roussel : Annabelle
- Hassane Fall : Grégoire
- Pierre Forget : Le grand-père
- Judith Godrèche : Catherine
- Diogo Dória
- Marina Golovine